# 프롤레타리아 혁명
프롤레타리아 혁명(독일어: Proletariat revolution, 영어: Proletarian revolution)은 노동자를 비롯한 무산계급이 주도하는 혁명세력이 자본주의 체제를 전복시키고 사회주의 체제의 공산주의를 이념으로 하는 사회를 건설하는 과정 또는 투쟁을 말한다. 다른 말로는 사회주의 혁명 또는 공산주의 혁명이라고 한다.

## 개요
마르크스에 의하면 사회의 총체적인 개조과정은 자본주의라는 인간성이라는 것이 존재할 필요성이 없고, 인간 태초의 욕망이 사회를 지배하는 낡은 사회에서 일시적인 사회주의로 개조되고 후에 완전한 공산주의를 이룩한다고 주장한다. 그리고 자본주의와 사회주의 사이의 전환점을 프롤레타리아 혁명이라고 칭하였다.
프롤레타리아 혁명은 마르크스와 엥겔스가 공동으로 제작한 공산당 선언, 독일 이데올로기에서 거론되었다. 위 두 서적에서는 자본주의라는 취약한 사회를 떠받드는 부르주아들이 만들어 놓은 군대, 종교, 경찰, 국가 등은 사라지고 각 개개인이 생산수단을 가지고 있어 필요에 의한 생산을 하게 되어있는 사회주의 체제의 사회를 건설하여야 한다고 주장한다. 그러나 1917년 최초로 사회주의 혁명을 이룩한 블라디미르 레닌은 위와 같은 취약한 전후 배경으로는 혁명을 이끌면 똑같은 상황이 반복될 거라 예상하였고 그 결과 기존의 마르크스주의를 개조하여 마르크스-레닌주의라는 것을 만들었다. 기존의 공산주의와 달리 마르크스-레닌주의가 덧붙여진 공산주의는 제국주의론, 국가와 혁명 등등 부속 이론이 결집한 서적이 추가됐는데 이는 공산주의 사회를 이룩하여도 타 제국주의 세력에 의해 공산주의 사회의 존립이 위태로워질 수 있기 때문에 온 세계에 공산주의를 전파하여야 하고 그 때문에 인민으로 이루어진 군대와 경찰 등 질서를 잡아주는 기관은 존재하여야 하며, 사회주의라는 공산주의의 하부 사상이라는 체제를 과도기적인 기간으로 설정하여 궁극적으로는 국가를 소멸 공산주의 사회를 완벽하게 이루어내겠다는 사상을 창시한다. 또한, 근로 대중으로 이루어진 인민위원회라는 정치기구를 설립, 지원해야 하고 혁명 방법도 직업 혁명가가 지휘하는 다수의 생산 노동자와 농민들로 이루어진 이른바 혁명 '전위대'를 두어 정치적 혁명을 일으키는 이론인 전위대 체계론을 주장한다.
마침내 최초의 사회주의 국가인 소비에트 사회주의 공화국 연방이 탄생한다. 이 국가는 기존의 국가와 달리 프롤레타리아 혁명이란 속성에 결부해 타국과 자국을 구분하지 않았으며, 세계의 프롤레타리아 혁명을 지도 또는 지원하는 국가로 성장해나갔는데, 이 소련이라는 국가의 세계적 프롤레타리아 혁명 방침은 지배계급의 반동 음모를 봉쇄하고 자본주의의 국제적 간섭을 배제, 계획경제의 사회주의적 공업화와 집단농업, 인본주의적인 교육, 사상 면에서의 사회개조를 통한 사회 및 문화혁명 등을 통하여 사회주의를 건설한다고 방침했다. 마지막으로 그 궁극적 목표가 달성되면 그 이념은 공산주의로의 이행을 보장하고 점차 국가는 소멸하여 인민으로 이루어진 완벽한 인간 개조가 된 사회주의적 사회 자치 세력에게 자리를 물려 준다고 되어있다.
이러한 프롤레타리아혁명은 1917년 러시아에서 레닌의 지도로 실현되었으며, 그 후 동유럽과 중국, 쿠바, 베트남 등으로 확산해 갔다. 그러나 국제주의적인 혁명은 스탈린의 일국사회주의론을 거치면서 국가주의적이고 혁명과정이 전후 독재적으로 모순화되어갔다. 소련은 겉으로는 프롤레타리아 혁명을 대폭으로 지원하고 있었으나 내부적으로는 좌파 파시즘과 다를 바 없는 통치양상을 가져왔고 사회주의적인 공업화 즉, 경공업과 농업을 중시하지 않고 지나치게 중공업을 발달시켜 식량의 자급량을 늦췄으며 노멘클라투라 현상 때문에 빈부격차가 발생하였고, 비민주적인 통치로 국가가 소멸하여야 할 공산주의 이념이 오히려 국가 통제주의적인 정치양상을 띠었다. 1985년 이후에는 미하일 고르바초프가 이 모순을 없애기 위해 사회 개혁정책을 펼쳤지만 실패하였고 결국 공산주의 이상 사회 실현은 실패하게 되었다.

## 같이 보기
- 프롤레타리아
  - 프롤레타리아 독재
- 무산계급
- 사회주의
- 공산주의
- 혁명
- 자본주의
- 인민
- 민중 (또는 인민대중)
- 민중민주주의 (또는 인민민주주의)
- 해방신학
- 민중신학
- 민중사학
- 좌파 민족주의 (한국민족문화대백과사전 "민족주의" 항목 참조)
- 마르크스주의
- 레닌주의
- 마르크스레닌주의
- 인민대중제일주의